# Goshen megye
Goshen megye az Amerikai Egyesült Államokban, azon belül Wyoming államban található. Megyeszékhelye és legnagyobb városa Torrington. Lakosainak száma 12 498 fő (2020. április 1.). Goshen megye Niobrara, Platte, Laramie, Banner, Scotts Bluff és Sioux megyékkel határos.

## Népesség
A megye népességének változása:
| Lakosok száma | 13 416 | 13 608 | 13 689 | 13 612 | 13 383 | 12 498 |
|               | 2010   | 2011   | 2012   | 2013   | 2015   | 2020   |